# Bernard Hardion
Bernard Hardion (* 22. Juni 1899 in Tours; † 1986) war ein französischer Diplomat. 

## Leben
Bernard Hardion war der Sohn von Germaine Faucheux und Jean-Marie-Louis Hardion, Architekt des Grand Théâtre de Tours. Am 24. April 1929 heiratete er Nellie Voisin, ihre gemeinsamen Kinder waren Christiane, Jacques und Béatrice. Er besuchte das Lycée Descartes in Tours sowie das Lycée Louis-le-Grand in Paris und studierte an der Sorbonne. 1930 wurde er Gesandtschaftssekretär in Teheran und war dort vom 19. Juni 1933 bis zum 29. März 1934 Geschäftsträger. 1934 wurde er Gesandtschaftssekretär in Mexiko-Stadt und war dort vom 6. Mai 1935 bis zum 20. Oktober 1935 Geschäftsträger. Am 10. Januar 1936 wurde er in die Ehrenlegion aufgenommen. 1938 löste er Albert Lamarle als Gesandtschaftssekretär erster Klasse in Berlin ab. Anfang September 1939 war er Bürovorsteher von Georges Bonnet. Vom 27. September 1969 bis zum 3. Januar 1940 war er Geschäftsträger in Mexiko-Stadt und von 1940 bis 1943 wurde er vom Residenten in Rabat beschäftigt.
Am 14. November 1942 proklamierte sich François Darlan in Algier zum „Hochkommissar von Frankreich in Afrika“. In dieser Besatzungszone war Hardion 1944 Geschäftsträger.
Von 1945 bis 1951 war Bernard Hardion Geschäftsträger in Madrid. Vom 17. Dezember 1953 bis 1960 war er Botschafter in Rio de Janeiro und vom 1. April 1963 bis zum 26. Mai 1965 Botschafter in Ankara.